# Сондерс, Билли Джо
Билли Джо Сондерс (англ. Billy Joe Saunders; род. 30 августа 1989, Уэлин-Гарден-Сити, Хартфордшир, Англия, Великобритания) — английский боксёр-профессионал, выступающий в средней и во второй средней весовых категориях. Участник Олимпийских игр (2008), чемпион Британского содружества наций (2007), чемпион Европейского союза (2008), чемпион Англии, многократный победитель и призёр международных и национальных турниров в любителях.
Среди профессионалов бывший чемпион мира по версии WBO (2019—2021) во 2-м среднем весе, и бывший чемпион мира по версии WBO (2015—2018), чемпион Европы по версии EBU (2014—2015), чемпион Британии и Британского содружества по версии BBBofC (2012—2015) в среднем весе.

## Любительская карьера
У Сондерса была успешная любительская карьера.
Сондерс выиграл свои первые 49 любительских боев, в том числе стал чемпионом Британского содружества наций в 2007 году.
В феврале 2008 года он стал победителем Кубка Странджа, победив в финале кубинца Карлоса Банто Суареса.
А в марте 2008 года Сондерс получил путёвку в квалификационном турнире для участия в Олимпийских играх 2008 года, в возрасте 18 лет, в весовой категории до 69 кг. Там Сондерс победил россиянина Андрея Баланова и грузина Кахабера Жвания, но проиграл в полуфинале украинцу Александру Стрецкому.
В июне 2008 года он стал чемпионом Европейского союза в Цетнево (Польша) в весе до 69 кг, в финале победив немца Дитера Доэля.
И в августе 2008 года участвовал на Олимпийских играх в Пекине, где он победил турка Адема Кылыччи в первом раунде соревнований, но во втором отборочном поединке, проиграл по очкам 6:13 кубинцу Карлосу Банто Суаресу, — который в итоге стал серебряным призёром Олимпиады 2008 года.
В 2009 году решил перейти в профессионалы, и в декабре заключил промоутерский контракт с Фрэнком Уорреном.

## Профессиональная карьера
Дебют Сондерса состоялся в феврале 2009 года в Великобритании.
В 11-м поединке, который состоялся в ноябре 2011 года, Сондерс победил соотечественника Гэрри Боулдена, и завоевал титул чемпиона Southern Area по версии BBBofC в среднем весе.
28 апреля 2012 года, Сондерс нокаутировал в 1-м раунде британца Тони Хилла, и завоевал титул чемпиона Британского Содружества. 1 июня 2012 года в первой защите титула, встретился с первым опытным соперником на профи-ринге, Брэдли Прайсом. Сондерс победил по очкам.

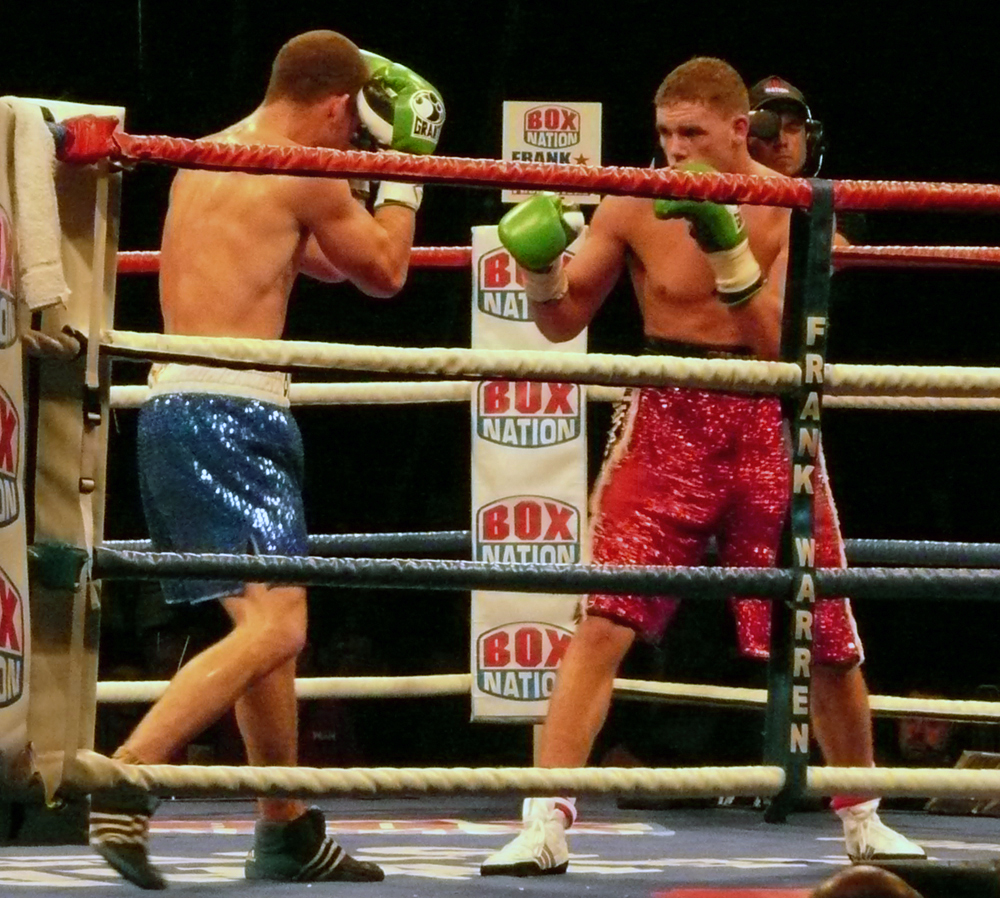
Сондерс и Гэрри Боулдер (5 ноября 2011 года)

Во второй защите титула, Сондерс нокаутировал небитого ранее, известного австралийского боксёра, чемпиона игр содружества 2006 года, Джаррода Флетчера (12-0).
15 декабря 2012 года победил соотечественника Ника Блеквелла, и к титулу чемпиона Содружества. добавил титул чемпиона Великобритании в среднем весе по версии BBBofC.
В 2013 и 2014 годах провёл четыре поединка подряд против небитых ранее боксёров. 20 июля 2013 года в бою за интернациональный титул по версии WBO, победил ирландца, Гэри Салливана (16-0), затем в сентябре 2013 года победил британца, Джона Райдера (15-0) в защите титулов чемпиона Британии и Содружества.
26 июля 2014 года, Билли Джо Сондерс, нокаутировал в 8-м раунде итальянца, Эмануэля Бландамура (22-0), и завоевал титул чемпиона Европы по версии EBU.

### Бой с Крисом Юбенком-младшим
29 ноября 2014 года в бою за титулы чемпиона Европы (EBU), Британии и Британского содружества, нанёс первое поражение именитому соотечественнику, Крису Юбенку-младшему (18-0). Поединок вышел грязным и вязким, но Сондерс победил раздельным решением судей. После победы над Юбенком, у Сондерса появилась возможность бороться сразу за два титула, по версии WBO и версии IBF. Сондерс отдал предпочтение WBO, хоть по этой версии пришлось ждать очереди, в отличие от IBF, где Сондерс имел возможность сразу выходить на бой за вакантный титул.

### Чемпионский бой с Энди Ли
Первоначально поединок планировался на 24 июля 2015 года, но два раза переносился. В результате, 19 декабря 2015 года Сондерс победил ирландца Энди Ли решением большинства судей (115—111, 114—112, 113—113) и завоевал титул чемпиона мира по версии WBO в среднем весе.

### Бой с Артуром Акавовым
3 декабря 2016 года встретился в бою с российским боксёром Артуром Акавовым (16-1). В первой половине боя Сондерс долго раскачивался, чем и воспользовался претендент «забрав» несколько раундов. После середины боя чемпион «проснулся» и выдал несколько достойных раундов, но в финале поединка вновь не мог похвастать ощутимым преимуществом. В итоге судьи всё же отдали победу Билли Сондерсу со счётом 116—113, 116—112 и 115—113 и он защитил свой титул чемпиона мира по версии WBO, но сам остался недоволен своим выступлением, назвав его «ужасным».

### Бой с Вилли Монро младшим
16 сентября 2017 года в Лондоне (Великобритания) состоялся поединок Сондерса с претендентом на титул чемпионом мира американцем Вилли Монро мл., в котором Сондерс победил Монро единогласным решением судей (117—111, 115—114, 117—112) и второй раз защитил свой титул чемпиона мира по версии WBO в среднем весе. Стартовые раунды поединка пошли в зачёт чемпиона, действовавшего точнее и быстрее Монро, но уже в 4-м раунде бой выровнялся. А вторая часть поединка изобиловала клинчами, вознёй и частыми вмешательствами рефери, и почти все раунды были близкими, так что их можно было отдать как в пользу чемпиона, так и претендента.

### Бой с Давидом Лемьё
Бой состоялся 16 декабря 2017 года в Канаде, куда чемпион Сондерс приехал к претенденту на титул. Британец уверенно провёл все 12 раундов, не оставив шансов Давиду Лемьё, и судьи единогласно присудили ему победу с большим отрывом: 120:108, 118:110, 117:111.

### Cкандалы 2018 года
14 апреля 2018 года был запланирован бой Сондерса с соотечественником Мартином Марреем (36-4-1, 17 КО), но из-за травмы руки чемпиона встречу перенесли на 23 июня. А в начале июня стало известно, что Сондерс вновь травмирован, и бой с Мартином Марреем был отменён.
В сентябре 2018 года Сондерс выложил видеоролик, на котором он, сидя за рулём «Роллс-Ройса» предлагал проститутке наркотики и занимался подстрекательством. Эти издевательства на улице грозят Сондерсу обвинением по нескольким статьям уголовного кодекса Великобритании, а Британский боксёрский совет оценил «шутки» Сондерса в £100 тысяч штрафа.
27 сентября 2018 года, накануне запланированной 4-й защиты титула чемпиона мира против американца Деметриуса Андраде (25-0, 16 KO), стало известно, что Сондерс провалил допинг-тест — офицеры антидопингового агентства VADA выявили в анализах чемпиона следы запрещённого препарата-стимулятора оксилофрин (метилсинефрин). Это стало причиной неполучения боксёрской лицензии в штате Массачусетс. И в результате 11 октября Сондерс добровольно отказался от занимаемого титула чемпиона мира по версии WBO в среднем весе на время судебного процесса. А 1 ноября Всемирная боксерская организация подтвердила решение о дисквалификации Сондерса и отстранила его на 6 месяцев, исключив из рейтинга WBO, причём вернуться на ринг он сможет лишь через три месяца после завершения дисквалификации.

### Чемпионский бой с Саулем Альваресом
Ради этого боя Саулю Альваресу (55-1-2) пришлось ранее дать титульный бой малоизвестному турецкому боксёру Авни Йылдырыму, победа в котором открыла мексиканскому боксёру путь к чемпионскому бою с непобеждённым ранее британцем Билли Джо Сондерсом.
Бой с Саулем Альваресом состоялся 8 мая 2021 года в Арлингтоне (США). Сондерс грамотно выстроил поединок с Альваресом, методично работая по этажам и набирая очки в течение пяти раундов, но в 6-м раунде начал сказываться опыт мексиканца — успешно разрывая дистанцию, он начал полностью доминировать над оппонентом. Бой был остановлен перед началом 9-го раунда, так как тренер Сондерса отказался выпускать бойца в ринг, сославшись на травму. Последующее обследование выявило у британца перелом орбитальной кости. Сауль Альварес защитил свои пояса и добавил к ним титул чемпиона WBO в весовой категории 76,2 кг.

## Статистика профессиональных боёв
В таблице перечислены результаты всех поединков боксёров.
В каждой строке указан результат поединка. Дополнительно номер поединка обозначен цветом, который обозначает итог поединка. Расшифровка обозначений и цветов представлена в нижеследующей таблице.
| Пример | Расшифровка                     |
| ------ | ------------------------------- |
|        | Победа                          |
|        | Ничья                           |
|        | Поражение                       |
|        | Планируемый поединок            |
|        | Поединок признан несостоявшимся |
| КО     | Нокаут                          |
| ТКО    | Технический нокаут              |
| PTS    | Решение судей (по очкам)        |
| UD     | Единогласное решение судей      |
| MD     | Решение большинства судей       |
| SD     | Раздельное решение судей        |
| RTD    | Отказ от продолжения боя        |
| DQ     | Дисквалификация                 |
| NC     | Поединок признан несостоявшимся |

| 31 поединок, 30 побед (14 нокаутом), 1 поражение. | 31 поединок, 30 побед (14 нокаутом), 1 поражение. | 31 поединок, 30 побед (14 нокаутом), 1 поражение. | 31 поединок, 30 побед (14 нокаутом), 1 поражение. | 31 поединок, 30 побед (14 нокаутом), 1 поражение.                                 | 31 поединок, 30 побед (14 нокаутом), 1 поражение. | 31 поединок, 30 побед (14 нокаутом), 1 поражение. |
| Бой                                               | Рекорд                                            | Дата боя                                          | Соперник                                          | Место проведения боя                                                              | Раундов, время                                    | Дополнительно |
| ------------------------------------------------- | ------------------------------------------------- | ------------------------------------------------- | ------------------------------------------------- | --------------------------------------------------------------------------------- | ------------------------------------------------- | --- |
| 32                                                |                                                   | 2024                                              |                                                   | Великобритания                                                                    | (12)                                              | |
| Перерыв в 2,2 года                                |                                                   |                                                   |                                                   |                                                                                   |                                                   | |
| 31                                                | 30-1                                              | 8 мая 2021                                        | Сауль Альварес (55-1-2)                           | AT&T Стэдиум, Арлингтон, Техас, США                                               | RTD 8 (12), 3:00                                  | Утратил титул чемпиона мира по версии WBO (3-я защита Сондерса), не выиграл титулы чемпиона мира по версиям WBA Super (2-я защита Альвареса), WBC (2-я защита Альвареса) и The Ring (2-я защита Альвареса) во 2-м среднем весе. |
| 30                                                | 30-0                                              | 4 декабря 2020                                    | Мартин Мюррей (39-5-1)                            | Арена Уэмбли, Лондон, Великобритания                                              | UD 12 (12)                                        | Счёт 118-110 и 120-109 (дважды). Защитил титул чемпиона мира по версии WBO (2-я защита Сондерса) во 2-м среднем весе. |
| 29                                                | 29-0                                              | 9 ноября 2019                                     | Марсело Эстебан Косерес (28-0-1)                  | Стадион Ламекс, Стивенидж, Хартфордшир, Великобритания                            | KO 11 (12), 1:59                                  | Защитил титул чемпиона мира по версии WBO (1-я защита Сондерса) во 2-м среднем весе. |
| 28                                                | 28-0                                              | 18 мая 2019                                       | Шефат Исуфи (27-3-2)                              | Стадион Ламекс, Стивенидж, Хартфордшир, Великобритания                            | UD 12 (12)                                        | Счёт 117-111, 118-110, 120-108. Завоевал вакантный титул чемпиона мира по версии WBO во 2-м среднем весе. |
| 27                                                | 27-0                                              | 22 декабря 2018                                   | Чарльз Адаму (32-13)                              | Манчестер Арена, Манчестер, Великобритания                                        | RTD 4 (8), 3:00                                   | Бой прошёл в рамках полутяжёлого веса (до 79,4 кг) |
| Перешёл во второй средний вес (до 76,2 кг).       |                                                   |                                                   |                                                   |                                                                                   |                                                   | |
| 26                                                | 26-0                                              | 16 декабря 2017                                   | Давид Лемьё (38-3)                                | Плэйс Белл, Лаваль, Квебек, Канада                                                | UD 12 (12)                                        | Счёт: 120:108, 118:110, 117:111 Защитил титул чемпиона мира по версии WBO (3-я защита Сондерса) в среднем весе |
| 25                                                | 25-0                                              | 16 сентября 2017                                  | Вилли Монро мл. (21-2)                            | Copper Box Arena, Queen Elizabeth Olympic Park, Хакни Уик, Лондон, Великобритания | UD 12 (12)                                        | Счёт: 117-111, 115-114, 117-112. Защитил титул чемпиона мира по версии WBO (2-я защита Сондерса) в среднем весе. |
| 24                                                | 24-0                                              | 3 декабря 2016                                    | Артур Акавов (16-1)                               | Лагун Леже Сентре, Пейсли, Шотландия, Великобритания                              | UD 12 (12)                                        | Счёт: 116-113, 116-112, 115-113. Защитил титул чемпиона мира по версии WBO (1-я защита Сондерса) в среднем весе. |
| 23                                                | 23-0                                              | 19 декабря 2015                                   | Энди Ли (34-2-1)                                  | Манчестер Арена, Манчестер, Ланкашир, Великобритания                              | MD 12 (12)                                        | Счёт: 114-112, 115-111, 113-113. Завоевал титул чемпиона мира по версии WBO (1-я защита Ли) в среднем весе. |
| 22                                                | 22-0                                              | 24 июля 2015                                      | Йоанн Блойе (17-27-2)                             | Арена Уэмбли, Лондон, Великобритания                                              | TKO 4 (10) 0:53                                   | |
| 21                                                | 21-0                                              | 29 ноября 2014                                    | Крис Юбенк мл. (18-0)                             | ExCeL Арена, Лондон, Великобритания                                               | SD 12 (12)                                        | Счёт: 113-116, 115-114, 115-113. Бой за титулы чемпиона EBU, Британского Содружества и BBBofC в среднем весе. |
| 20                                                | 20-0                                              | 26 июля 2014                                      | Эмануэль Бландамур (22-0)                         | Phones 4u Arena, Манчестер, Великобритания                                        | KO 8 (12) 2:58                                    | Выиграл вакантный титул чемпиона Европы по версии EBU в среднем весе. |
| 19                                                | 19-0                                              | 21 сентября 2013                                  | Джон Райдер (15-0)                                | Copper Box, Лондон, Великобритания                                                | UD 12 (12)                                        | Счёт: 115-114, 115-113 (дважды). Защита титулов чемпиона Британского Содружества и BBBofC в среднем весе. |
| 18                                                | 18-0                                              | 20 июля 2013                                      | Гэри О'Салливан (16-0)                            | Арена Уэмбли, Лондон, Великобритания                                              | UD 12 (12)                                        | Счёт: 119-110, 120-109 (дважды). Завоевал вакантный титул чемпиона по версии WBO International в среднем весе. |
| 17                                                | 17-0                                              | 21 марта 2013                                     | Мэтью Холл (25-6)                                 | Йорк-холл, Лондон, Великобритания                                                 | UD 12 (12)                                        | Защита титулов чемпиона Британского Содружества и BBBofC в среднем весе. |
| 16                                                | 16-0                                              | 15 декабря 2012                                   | Ник Блеквелл (12-1)                               | ExCeL Арена, Лондон, Великобритания                                               | UD 12 (12)                                        | Выиграл титул чемпиона BBBofC в среднем весе. |
| 15                                                | 15-0                                              | 14 сентября 2012                                  | Джаррод Флетчер (12-0)                            | Йорк-холл, Лондон, Великобритания                                                 | TKO 2 (12), 2:42                                  | Защитил титул чемпиона Британского Содружества в среднем весе. |
| 14                                                | 14-0                                              | 1 июня 2012                                       | Брэдли Прайс (33-10)                              | Йорк-холл, Лондон, Великобритания                                                 | UD 12 (12)                                        | Защитил титул чемпиона Британского Содружества в среднем весе. |
| 13                                                | 13-0                                              | 28 апреля 2012                                    | Тони Хилл (8-2)                                   | Royal Albert Hall, Лондон, Великобритания                                         | TKO 1 (10), 0:30                                  | Выиграл вакантный титул чемпиона Британского Содружества в среднем весе. |
| Бои в среднем весе (до 72,6 кг).                  |                                                   |                                                   |                                                   |                                                                                   |                                                   | |
| Бой                                               | Рекорд                                            | Дата боя                                          | Соперник                                          | Место проведения боя                                                              | Раундов, время                                    | Дополнительно |